# グランドエイジ メディーバル
『グランドエイジ メディーバル』(Grand Ages Medieval)は、ドイツのGaming Mind Studiosが開発し、カリプソ・メディアより2015年9月15日に発売されたPC（Steam）用シミュレーションゲーム。
日本語版は2016年6月9日にPlayStation 4用としてユービーアイソフトから発売された。
前作『グランドエイジ ローマ』は古代ローマが舞台だったが、今作は中世ヨーロッパを舞台にしており、タイトルの「メディーバル」は「中世の」という意味。

## 概要
11世紀のヨーロッパを舞台にした交易シミュレーションゲーム。交易で街を発展させながら、交渉や戦争で他国を占領し、最終的にはヨーロッパ全土を支配する皇帝を目指す。
東ローマ帝国のコンスタンティノープル周辺を舞台にした「キャンペーンモード」と、自分で好きな土地を選択しオリジナルキャラクターを作成してプレイする「オープンゲーム」、オンライン接続時は最大8人でプレイする「マルチプレイ」のモードがある（コンピュータが操作するAIキャラクターを混ぜることも可能）。
マップはヨーロッパ全域から小さな街に至るまでシームレスで拡大縮小が可能。